# Karine Brémond
Pour les articles homonymes, voir Brémond.
Karine Brémond est une nageuse française née le 17 juin 1975 à Aix-en-Provence.
Elle est membre de l'équipe de France aux Jeux olympiques d'été de 1996 à Atlanta, prenant part aux 100 et 200 mètres brasse et au relais 4 × 100 mètres quatre nages ; elle est dans les trois cas éliminée en séries. Elle est aussi éliminée en demi-finales du 200 mètres brasse des Jeux olympiques d'été de 2000 à Sydney.
Elle remporte la médaille de bronze du 200 mètres brasse aux Championnats d'Europe de natation 2000 à Helsinki.
Elle a été quatre fois championne de France de natation sur 100 mètres brasse (été 1994, hiver 1995, hiver et été 1996), neuf fois championne de France de natation sur 200 mètres brasse (été 1992, été 1994, hiver 1995, hiver et été 1996, 1997, 1998, 1999 et 2000) et une fois championne de France sur 200 mètres quatre nages (été 1993).
En club, elle a été licenciée à Istres Sport Nautique.